# Ephormotris dilucidalis
Ephormotris dilucidalis là một loài bướm đêm trong họ Crambidae.